# 도요키타촌
도요키타촌(일본어: 豊北村 도요키타무라[*])는 일본이 지배하던 시기의 사할린에 있던 마을이다. 법적으로는 1949년 6월 1일, 국가 행정 조직법 시행에 따라 폐지되었다. 1941년 12월 1일, 인구는 3,487명이였다.